# Зуммер, Всеволод Михайлович
Всеволод Михайлович Зуммер (14 сентября 1885, Тальное — 6 декабря 1970, Козелец, СССР) — историк восточного искусства, тюрколог, археолог. Доктор истории и теории искусств, профессор.

## Биография
Всеволод Михайлович Зуммер родился 14 сентября 1885 года в местечке Тальное. В 1916 году окончил Киевский университет. В 1917 году окончил Московский археологический институт.
В 1920-х годах работал в Бакинском университете, где заведовал кафедрой истории искусств. В 1923 году стал доцентом, а в 1924 году — профессором. В то же время читал лекции в Азербайджанской высшей художественной школе. Защитил докторскую диссертацию по истории и теории искусств. В 1924 году был избран членом корреспондентом КИАИ в Тифлисе.
В конце 1920-х годов переехал на Украину, где был назначен директором Харьковского государственного художественно-исторического музея.
В 1933 году был арестован. По приговору получил пять лет исправительно-трудовых лагерей и был послан в Байкало-Амурском ИТЛ где строил Байкало-Амурскую магистраль в Свободлаге. На свободу вышел в начале 1937 года.
В годы Великой Отечественной войны преподавал в Среднеазиатском государственном университете.
С 1950 по 1951 год — профессор КИСИ.

## Избранные публикации
- Художественные памятники Азербайджана // Востоковедение. — Т. 1. — Баку, 1926. — С. 3—20;
- Основные проблемы изучения искусства Азербайджана // Бюллетень Конференции археологов СССР в Керчи. — 1926. — Вып. 4. — С. 5;
- Тюрко-татарская секция конференции археологов в Керчи // Изв. АзГУ. — 1926. — Т. 6/7. — С. 247—262;
- Стили восточной миниатюри // Бюллетень Всеукраінськоi науковоi асоціацii сходознавців. — 1927. — № 4/5. — С. 49—54;
- Проблемы изучения искусства тюркских народов СССР // НВ. — 1927. — № 16/17. — С. 275—279;
- Итоги и перспективы живописного экспрессионизма. // Известия Педагогического факультета АзГУ. — 1928 г. — Т. 13. — с. 47-52;
- Московское совещание по изучению культуры и искусства тюркских народов // ИООИАз. — 1928. — № 5. — С. 279—287;
- Мистецтво турків-Азерi: Iсторичный нарис // СС. — 1928. — № 6. — С. 177—193;
- Турецкие музеи // Изв. Педагогического факультета [АзГУ]. Общ. науки. — 1928. — Т. 14. — С. 200—233;
- Турецкие музеи // Изв. Педагогического факультета [АзГУ]. Общ. науки. — 1929. — Т. 16. — С. 255—267;
- Краткие сообщения о поездке в Турцию // Изв. Восточного факультета [АзГУ]. — 1929. — Т. 4. — С. 209—210;
- Живописная традиция Востока по данным миниатюры. — Баку, 1930;
- Вехи развития искусства Азербайджана // Художественная культура Советского Востока. — М.—Л., 1931. — С. 89—102.